# 長田頼宗
長田 頼宗（おさだ よりむね、1985年6月24日 - ）は、神奈川県相模原市出身の競艇選手。登録番号4266。身長は167cm。血液型はA型。93期。東京支部所属。
同期に岡祐臣、馬場貴也、真庭明志がいる。

## 来歴
- 2007年12月10日、住之江競艇場での「第50回サンケイスポーツ旗争奪 GSS競走」で優勝[6][7]。
- 2008年5月27日、平和島競艇場での「第35回笹川賞」においてSG初出場。翌28日、2日目1RでSG初勝利[8]。
- 2015年12月23日、住之江競艇場での「第30回賞金王シリーズ戦（SG）」で優勝[9]。
- 2016年8月28日、桐生競艇場において開催された第62回MB記念で優出（3着）。
- 2018年1月23日、平和島63周年を5コースカドまくりで制し、初のGIを獲得。

## SG・GI・GII優勝歴

### SG
- SG第30回グランプリシリーズ　(2015年12月23日、住之江競艇場)

### G1
- G1開設63周年記念トーキョー・ベイ・カップ　(2018年1月23日、平和島競艇場)
- 読売新聞社杯全日本覇者決定戦開設71周年記念競走　(2023年11月8日、若松競艇場)